# Liliane Ernout
Pour les articles homonymes, voir Ernoult.
Liliane Ernout (Liliane, Marie, Bernadette Ernoult) est une actrice française, née le 31 octobre 1926 dans le 1er arrondissement de Paris et morte le 8 avril 1977 dans le 17e arrondissement de Paris.

## Biographie
Son père était directeur d'une galerie d'art à Montmartre.

### Engagement politique
Elle a été secrétaire générale d'un parti politique français, le parti national-syndicaliste français, d'idéologie national-syndicaliste ainsi que directrice du journal La Révolution Syndicaliste. Jusqu'à son décès en 1977, elle est une collaboratrice du journal Rivarol. Elle a été une militante de l'Algérie française et a soutenu Marcel Barbu lors de l'élection présidentielle française de 1965.

## Filmographie
- 1949 : La Belle que voilà de Jean-Paul Le Chanois
- 1949 : Le Grand Cirque de Georges Péclet
- 1950 : Juliette ou la clé des songes de Marcel Carné - Une femme du village
- 1950 : Méfiez-vous des blondes de André Hunebelle
- 1951 : Agence matrimoniale de Jean-Paul Le Chanois
- 1951 : Drôle de noce de Léo Joannon - Mlle Odette
- 1951 : Rome-Paris-Rome - "Signori in carrozza" de Luigi Zampa
- 1954 : Le Feu dans la peau de Marcel Blistène - La copine
- 1954 : Opération Tonnerre de Gérard Sandoz - Jacqueline Desforges
- 1955 : Voici le temps des assassins de Julien Duvivier - La serveuse de la guinguette
- 1955 : Elena et les Hommes de Jean Renoir
- 1957 : Les Gaîtés de l'escadrille de Georges Péclet
- 1957 : Pot-Bouille de Julien Duvivier - Une cliente d'"Au bonheur des dames"

## Théâtre
- 1954 : Namouna de Jacques Deval, mise en scène de l'auteur, théâtre de Paris
- 1956 : Ce soir je dîne chez moi de Clare Kummer, mise en scène Christian-Gérard,   Comédie Wagram